# Neoeburnella
Neoeburnella avocalis és una espècie d'aranya araneomorfa de la subfamília Erigoninae, dins de la família Linyphiidae. És l'únic membre del gènere monotípic Neoeburnella.
És un endemisme de Costa d'Ivori.
Fou descrit per primera vegada per A. Ö. Koçak l'any 1986,